# Франциск Ваштаг
Франциск Ваштаг (рум. Francisc Vaștag; 26 листопада 1969, Решица, Караш-Северін) — видатний румунський боксер, багаторазовий чемпіон світу та Європи, переможець Кубку світу, учасник Олімпійських ігор.

## Спортивна кар'єра
1985 року Франциск Ваштаг став чемпіоном Румунії серед юніорів. Через рік став чемпіоном Європи, а 1987 року — чемпіоном світу серед юніорів.
На Олімпійських іграх 1988 в категорії до 67 кг Ваштаг провів лише один бій, програвши Абдукериму Хаміду (Того).
На чемпіонаті Європи 1989 програв в першому бою Бориславу Абаджиєву (Болгарія).
На чемпіонаті світу 1989 став чемпіоном, здобувши п'ять перемог, в тому числі в фіналі над дворазовим чемпіоном Європи Зігфрідом Менерт (НДР) — 27-15.
1990 року став переможцем на Іграх доброї волі в Сіетлі.
На чемпіонаті світу 1991 переміг двох суперників, а в півфіналі програв Андреасу Отто (Німеччина) — 24-26, задовольнившись бронзовою медаллю.
На Олімпійських іграх 1992 переміг Таюдіна Сабіту (Нігерія) та Адріана Додсона (Велика Британія), а в чвертьфіналі програв Анібалу Асеведо (Пуерто-Рико) — 9-20.
Після Олімпіади 1992 Ваштаг перейшов в категорію до 71 кг і на чемпіонаті світу 1993 став чемпіоном вдруге, подолавши Маркуса Беєр (Німеччина), Орхана Делібаш (Голандія), в півфіналі Сергія Караваєва (Росія) — 20-3 і в фіналі Альфредо Дуверхель (Куба) — 14-3.
Восени 1993 року, здобувши чотири перемоги, в тому числі над Гусейном Курбановим (Росія) — 11-4 в півфіналі та Орханом Делібаш — 9-4 в фіналі, став чемпіоном Європи.
1994 року здобув перемогу на Кубку світу.
- В 1/8 фіналу переміг Альфредо Дуверхель (Куба) — 17-10
- В чвертьфіналі переміг Гусейна Курбанова (Росія) — 15-4
- В півфіналі переміг Алі Ісмаїлова (Азербайджан) — 16-6
- В фіналі переміг Канатбека Шагатаєва (Казахстан) — 16-7

На чемпіонаті світу 1995 Ваштаг втретє завоював золоту медаль. В чвертьфіналі він був кращим за Сергія Караваєва (Росія) — 9-3, в півфіналі — Маркуса Беєра (Німеччина) — 8-4, а в фіналі — Альфредо Дуверхель (Куба) — 12-4.
1996 року Ваштаг вдруге став чемпіоном Європи. Він здобув п'ять перемог, в тому числі в півфіналі над Паволом Полаковичем (Чехія) — RSC 3 і в фіналі над Маркусом Беєром (Німеччина) — 14-4.
На Олімпійських іграх 1996 Франциск Ваштаг був фаворитом, але вже в першому бою жереб звів його з Маркусом Беєром, і цього разу німецький боксер зумів перемогти принципового суперника — 17-12.
Після Олімпіади 1996 Ваштаг вирішив завершити виступи і перейшов на тренерську роботу. Протягом 2000—2002 років очолював збірну Румунії, пізніше входив до складу Румунської федерації боксу.